# Ludovica Modugno
Pour les articles homonymes, voir Modugno (homonymie).
Ludovica Modugno, née le 12 janvier 1949 à Rome et morte le 26 octobre 2021 dans la même ville, est une actrice, doubleuse et directrice de doublage italienne.

## Biographie
Ludovica Modugno fait ses débuts à l'âge de 4 ans dans Il Dottor Antonio, le premier roman scénarisé produit et diffusé en Italie. Elle fait ses débuts en doublage dans le film Marcellino pane e vino dans le rôle de l'enfant protagoniste, et au théâtre à l'âge de 7 ans dans Alceste d'Euripide, mis en scène par Guido Salvini et au cinéma dans le film Italiani, è severamente vietito servirsi della toilette durante le fermate.
Elle participe aux séries télévisées populaires des années 1960, notamment : Cime tempestose, Ricordo la mamma, Romanzo di un maestro, Il novelliere et La Pisana, dans le rôle de l'enfant protagoniste.
En 1978, elle fonde avec Gigi Angelillo la compagnie de théâtre L'albero, avec laquelle elle produit et joue des spectacles, dont Exercices de style de Raymond Queneau, mis en scène par Jacques Seiler, qui remporte en 1991 le prix Biglietto d'oro. Pour les représentations de L'una e l'altra et de La badante, toutes deux mises en scène par Cesare Lievi, elle reçoit le prix de la meilleure actrice de théâtre italienne décerné par l'Associazione Nazionale Critici di Teatro en 2008.
Ludovica Modugno, sœur du réalisateur Paolo Modugno et veuve de l'acteur Gigi Angelillo, meurt à Rome le 26 octobre 2021 à l'âge de 72 ans des suites des complications d'une maladie qui l'avait frappée en juin.

## Filmographie
- 1969 : Italiani! È severamente proibito servirsi della toilette durante le fermate de Vittorio Sindoni
- 1972 : Amiche: andiamo alla festa de Giorgio Trentin
- 1973 : Non ho tempo d'Ansano Giannarelli
- 1990 : Volevo i pantaloni (film, 1990) de Maurizio Ponzi
- 1993 : Cominciò tutto per caso d'Umberto Marino
- 1993 :  Mille bolle blu de Leone Pompucci
- 1995 : Camerieri de Leone Pompucci
- 1995 : Cuore cattivo d'Umberto Marino
- 1996 : Bruno aspetta in macchina de Duccio Camerini
- 1996 : Gratta e vinci de Ferruccio Castronuovo (1996)
- 1997 : Gli inaffidabili de Jerry Calà
- 1998 : L'ultimo capodanno de Marco Risi
- 2000 : Un anno in campagna de Marco Di Tillo
- 2000 : Sulla spiaggia al di là del molo de Giovanni Fago
- 2001 : Territori d'ombra de Paolo Modugno
- 2007 : Come tu mi vuoi  de Volfango De Blasi
- 2009 : Indovina chi sposa mia figlia! de Neele Vollmar
- 2009 : Il grande sogno de Michele Placido
- 2009 : Cado dalle nubi de Gennaro Nunziante
- 2014 : Ma tu di che segno 6? de Neri Parenti
- 2016 : Quo vado? de Gennaro Nunziante (2016)
- 2016 : Il vangelo secondo Mattei d'Antonio Andrisani et Pascal Zullino
- 2018 : Notti magiche de Paolo Virzì
- 2019 : Il grande passo d'Antonio Padovan